# Trensacq
Trensacq är en kommun i departementet Landes i regionen Nouvelle-Aquitaine i sydvästra Frankrike. Kommunen ligger i kantonen Sabres som tillhör arrondissementet Mont-de-Marsan. År 2022 hade Trensacq 285 invånare.

## Befolkningsutveckling
Antalet invånare i kommunen Trensacq
Referens:INSEE